# Строфант Комбе
Строфа́нт Ко́мбе (лат. Strophánthus kómbe) — тропическое растение; вид рода Строфант семейства Кутровые (Apocynaceae). Используется в фармации как источник сердечных гликозидов, прежде всего, строфантина.

## Ботаническое описание
Строфант Комбе — многолетняя травянистая лиана длиной до 4 м.
Листья супротивные эллиптические или яйцевидные.
Цветки пятичленные в полузонтиках, лепестки вытянуты в длинные повисающие шнуровидные и часто перекрученные концы.
Плод — сборная листовка, достигающая в длину 1 м, состоящая из двух супротивно расположенных долей. Семена многочисленные, продолговато вытянутые, сплюснутые; опушены прижатыми шелковистыми волосками; с одного конца закруглённые, с другого — заострённые, переходящие в ость, несущую летучку; зеленовато-серого, серебристо-зеленоватого или зеленовато-бурого цвета. Длина их (без летучки) 12—18 мм, ширина 3—6 мм, толщина 2—3 мм. Ядовиты.

## Ареал
Строфант Комбе произрастает во влажных тропических лесах Восточной Африки. Культивируется в Камеруне и тропической Восточной Африке.
Потребность стран СНГ в семенах (которые используются в качестве лекарственного растительного сырья) составляет около 1 т, она удовлетворяется за счёт импорта.

## Химический состав
Семена содержат кардиотонические гликозиды (типа карденолидов), производные строфантидина. Главные из них: К-строфантозид — до 2 %, К-строфантин-β — до 0,6 %, цимарин — до 0,3 %, цимарол — 0,28 %. Кроме этого, семена содержат периплоцимарин, гельветикозид, эмицимарин, глюкогельветикозоид, гликоцимарол, жирное масло.

## Лекарственное сырьё
В качестве лекарственного сырья используют семя строфанта комбе (лат. Semen Strophanthi). Семена собирают зрелыми, освобождёнными от ости с летучкой.
Семена ядовиты, хранят их по списку А, отдельно от других видов сырья под замком в опечатанной ёмкости. Срок годности сырья 3 года. Биологическую активность сырья контролируют ежегодно.

## Значение и применение
Из семян получают лекарственные препараты «Строфантин К», состоящий из смеси К-строфантина-β и К-строфантозида, и «Строфантидина ацетат». Действие препаратов быстрое, сильное, но кратковременное; используются для оказания экстренной помощи при сердечно-сосудистой недостаточности и пароксизмальной тахикардии. Не обладают кумулятивным свойством.
Препараты строфанта официнальны во всех странах. В медицине также могут использоваться и семена других видов строфанта, которые заготавливаются в тропической Африке.